# Proteggimi/L'ultima preghiera
Proteggimi/L'ultima preghiera è il 4º singolo della cantante italiana Mina, pubblicato dall'etichetta Italdisc nel febbraio del 1959.

## Storia
Entrambi i brani, mai inseriti in un album ufficiali, si trovano nella raccolta Una Mina fa del 1987 e nell'antologia in 3 CD Ritratto: I singoli Vol. 1 del 2010.
Per volere del produttore Davide Matalon, Mina partecipa alla prima edizione della Sei giorni della canzone e, il 1º dicembre 1958, nella serata inaugurale della kermesse al Teatro Smeraldo di Milano, esordisce nella prima competizione canora ripresa dalla televisione con il brano Proteggimi. Il brano si classifica al secondo posto nella graduatoria finale del 6 dicembre, ma ottiene, come Mina, un travolgente successo. È contenuto anche nella raccolta su CD Una Mina d'amore del 2004. La voce di Mina è accompagnata dal quintetto di Pier Emilio Bassi, che arrangia il pezzo.
L'ultima preghiera è una cover del brano inciso su 78 giri da Alberto Rabagliati nel 1946. Mina è accompagnata dall'orchestra di Giulio Libano, che cura anche l'arrangiamento.

## Copertina
Privo di copertina fotografica, è stato distribuito con la custodia generica rossa dell'Italdisc.

## Tracce
Lato A
1. Proteggimi – 2:54 (testo: Laura Zanin – musica: Pier Emilio Bassi; edizioni musicali Clan)

Lato B
1. L'ultima preghiera – 2:44 (testo: Alfredo Bracchi – musica: Giovanni D'Anzi; edizioni musicali Curci)